# Sarah Frances Whiting
Sarah Frances Whiting (Wyoming, 23 de agosto de 1847 – Wilbraham, 12 de setembro de 1927) foi uma física e astrônoma estadunidense, conhecida por seu trabalho de inclusão de mulheres no meio científico e por ser tutora de várias astrônomas famosas, incluindo Annie Jump Cannon.

## Vida pessoal
Sarah era filha de Joel Whiting, um professor e de Elizabeth Comstock. O interesse em ciências veio desde cedo, em casa. Seu pai era bem instruído e passou a paixão pelas ciências para a filha. Em 1865 ela se formou na Ingham University, a primeira universidade para mulheres nos Estados Unidos, em LeRoy, Nova York, fechada em 1892 por dificuldades financeiras. Sarah, então, lecionou em Ingham e depois no Brooklyn, onde começou a assistir e dar várias palestras científicas, em especial falando dos avanços da ciência e da tecnologia a época.

## Carreira
Admirada enquanto profissional, em 1876, foi convidada por Henry F. Durant, fundador do Wellesley College, em Massachusetts para ser professora de física. Era uma instituição nova na época para o ensino superior de mulheres e aberta naquele mesmo ano. Em 1877, Henry F. Durante a colocou em contato com o professor Edward Pickering, diretor de Harvard College Observatory e instrutor no Massachusetts Institute of Technology (MIT) para monitorar os laboratórios de pós-graduação e dar aulas de física, algo inédito para mulheres. Em 1878, valendo-se da experiência obtida com Pickering, ela estabeleceu, equipou e operou o laboratório de pós-graduação em Wellesley, o único do país aberto para mulheres. Sarah fez tudo sozinha, pesquisando equipamentos, entrando em contato com fabricantes na Europa, comprando o que o laboratório precisava e instalando os equipamentos sem nenhuma assistência.
Em 1879, a convite novamente de Edward Pickering, ela foi ao Harvard College Observatory estudar a nova tecnologia usada para pesquisa astronômica na época, especialmente no campo da espectroscopia, que possibilitava a observação de padrões espectrais (linhas e bandas) que formam a luz visível. Este experimento lhe mostrou como aplicar as teorias que ouviu nas palestras do físico britânico John Tyndall e a inspirou a seguir carreira em Astronomia. 
Ela então criou e lecionou na primeira turma de Astronomia em Wellesley, em 1880, sob o nome de "Física Aplicada", ensinando com um telescópio portátil de 4 polegadas e um globo celeste. Sarah percorria os estados comprando equipamentos e livros para o observatório em Wellesley, com um fundo oferecido por John C. Whitin, que foi homenageado ao ter seu nome dado ao novo observatório, oficialmente aberto em 1900, tendo Sarah como sua primeira diretora.
Sarah trabalhou praticamente sozinha durante sua carreira. Utilizava seus períodos sabáticos da universidade para viajar e se aprimorar, comprar equipamentos e aprimorar suas aulas e o observatório, como quando esteve na Universidade de Berlim, de 1888 a 1889. Em 1896 esteve na prestigiada Universidade de Edimburgo, aberta recentemente para mulheres, para estudar com o físico Peter Guthrie Tait. Fundou grupos acadêmicos e participou de grupos até então permitidos apenas para homens. Foi uma das poucas mulheres membro da American Astronomical Society e da American Physical Society e foi convidada pela New England Meteorological Society para integrar seu quadro de membros, sendo a única mulher. Isso a levou a introduzir o ensino de meteorologia em Wellesley.
Em 1895, com a descoberta dos raios-X por Wilhelm Conrad Röntgen, Sarah foi a primeira a adquirir um equipamento e fazer as primeiras fotografias em raios-X nos Estados Unidos.

## Aposentadoria e morte
Enquanto lecionava em Wellesley, Sarah morava no campus com sua irmã solteira Elizabeth P. Whiting. Elas moraram nos dormitórios e em casas pelo campus até 1906, quando se mudaram para uma casa construída próxima ao prédio do observatório, graças a uma generosa doação da esposa de John C. Whitin. Sarah era uma militante proibicionista (em especial do álcool) e congregacionalista muito ativa nos programas missionários da associação cristã Wellesley College.
Ela se aposentou do departamento de física em 1912 para se dedicar totalmente à astronomia. Quatro anos depois, ela deixou o cargo de diretora do observatório, já como professora emérita, passando o cargo para John Duncan e passou a viver com sua irmã em Wilbraham, Massachusetts. Sarah faleceu em sua casa, em 12 de setembro de 1927, aos 80 anos, por arteriosclerose e problemas nos rins. Foi enterrada em Le Roy, Nova York.
Mesmo sendo uma cientista brilhante, a paixão de Sarah era lecionar ciência. Foi uma prolífica escritora de literatura educacional, cujos exercícios em astronomia foram essenciais para futuros professores. Seu pioneirismo foi essencial para pavimentar o caminho para novas cientistas, como Annie Jump Cannon, que em 1895 testemunhou a empolgação de Sarah com os raios-X, que fez as fotografias das moedas dentro da bolsa e os ossos sob a carne, as primeiras nos Estados Unidos.

## Produção bibliográfica
- Daytime and evening exercises in astronomy, for schools and colleges.[8]
- "Use of Graphs in Teaching Astronomy",[9]
- "Use of Drawings in Orthographic Projection and of Globes in Teaching Astronomy",[10]
- "Spectroscopic Work for Classes in Astronomy",[11]"The Use of Photographs in Teaching Astronomy",[12]
- "Partial Solar Eclipse, June 28, 1908",[13]
- Solar Halos,[14]
- "A Pedagogical Suggestion for Teachers of Astronomy",[15]
- "Priceless Accessions to Whitin Observatory Wellesley College",[16]
- "The Tulse Hill observatory diaries (abstract)",[17]

and "The Tulse Hill observatory diaries",
- Obituário de Margaret Lindsay Huggins, "Lady Huggins".[19]
- "The experiences of a woman physicist"[20]

## Prêmios e honrarias
Honrarias:
- 1883 membro da American Association for the Advancement of Science (AAAS)
- 1905 doutorado honorário do Tufts College

Emprego e posições de destaque:
- 1876-1912 Professora de Física Wellesley College
- 1900-1916 Diretora do Whitin Observatory, Wellesley College
- 1916-1927 Professora Emérita, Wellesley College

## Links
- Brief biography of Sarah Whiting
- Sarah Frances Whiting: A foremother of American women physicists
- Women in Meteorology before World War II
- Sarah Frances Whiting, at Wellesley College Archives
- Sarah Frances Whiting at Women in Astronomy: A Comprehensive Bibliography